# Aeroportul Internațional Adisucipto
Aeroportul Internațional Adisucipto (IATA: JOG, ICAO: WAHH) este un aeroport din Yogyakarta⁠(d), Indonezia ce deservește zona Yogyakarta. Aeroportul a fost tranzitat în 2018 de 8.430.622 de pasageri. A fost deschis în 1947 și numit după Adisucipto⁠(d).
Situat la o altitudine de 107 m, aeroportul dispune de o singură pistă. Este operat de Angkasa Pura⁠(d).